# Daleman Kidul
Daleman Kidul is een bestuurslaag in het regentschap Magelang van de provincie Midden-Java, Indonesië. Daleman Kidul telt 2356 inwoners (volkstelling 2010).